# 320e division (Vietnam)

La 320e division vietnamienne, ou Sư đoàn 320 en vietnamien, est une unité militaire créée pendant la guerre d'Indochine par les forces vietminh pour lutter contre les troupes de l'Union française. L'unité fut officiellement créée le 16 avril 1951.

## Chefs de corps
- Général Van Tien Dung (commandant en chef et Commissaire politique)

## Organisation
La division est formée de 3 régiments d'infanterie ou Trung đoàn
- 48e régiment d'infanterie
- 52e régiment d'infanterie
- 64e régiment d'infanterie

## Sources et bibliographies
- Général Võ Nguyên Giáp, Mémoires 1946-1954 : Tome 1 à 3, Anako, 2003.
- Eric Deroo et Christophe Dutrône, Le Viêt-Minh, Les Indes savantes, 2008.  (ISBN 978-2-84654-145-9).